# Night (pjesma Brucea Springsteena)
"Night" je pjesma Brucea Springsteena koja se prvi put pojavila na albumu Born to Run 1975. Iako je jedna od manje poznatih pjesama s albuma, postala je jedna od omiljenih koncertnih brojeva. Nije izvođena početkom turneje Born to Run koja je počela 1975. Počela se izvoditi tek krajem iste godine, što se nastavilo 1976. kad je postala uvodna pjesma. Kasnije je korištena kao uvodna pjesma na Magic Touru 2007. i 2008.
Ugođaj glazbe uglavnom je uzbudljiv i romantičan u skladu sa stihovima koji opisuju protagonista fizičkog radnika koji nakon cjelodnevnog rada odlazi na sastanak s djevojkom. Ovom središnjom temom kasnije će se baviti album The River, pogotovo pjesma "Out in the Street", a tema je postala središnja u Springsteenovu opusu nakon albuma Darkness on the Edge of Town koji se bavio radničkim likovima koji vode beznadne živote.

## Vanjske poveznice
- Stihovi "Night"  Arhivirana inačica izvorne stranice od 24. veljače 2008. (Wayback Machine) na službenoj stranici Brucea Springsteena